# Церковь Бориса и Глеба на Подоле
Церковь Бориса и Глеба на Подоле (Церковь Рождества Иоанна Предтечи) — утраченный православный храм в Киеве, располагавшийся на Подоле (Борисоглебская улица, 10). Построена в 1692 году. Разрушена коммунистами в 1930-е годы.

## История
Изначально на месте церкви находился деревянный католический костёл. В дальнейшем костел был перенесён на Левобережье, а на его месте была построена деревянная церковь. В 1692 году вместо деревянной церкви была построена каменная Борисоглебская церковь. Деньги на её строительство выделил полковник Григорий Коровка-Вольский.
В 1738—1739 годах храм был расписан В. Романовичем и Ф. Каменским. В 1802 году с северной стороны был пристроен алтарь. Затем была возведена ампирная колокольня по проекту архитектора Андрея Меленского.
Теплый придел Бориса и Глеба возведен в 1802 г. иждивением церковного старосты и киевского бургомистра купца Климента Ивановича Тернавского  (1754-10.12.1830).
Протоиерей Михаил Емельянович Едлинский служил священником до закрытия церкви.